# 石化體育館
石化體育館（俄語：Нефтехим Арена）是位于俄罗斯下卡姆斯克的室内运动场。 体育场可容纳5,500人，建于2005年。它是下卡姆斯克石化冰球队的主场。